# Eoophyla metriodora
Eoophyla metriodora là một loài bướm đêm trong họ Crambidae.